# 侯云
侯云（1977年1月—），四川旺苍人，汉族，中国共产党党员。中华人民共和国政治人物、第十三届全国人民代表大会解放军和武警部队代表。

## 生平
2018年，侯云被选为解放军和武警部队出席第十三届全国人民代表大会代表。